# Tudor Chiriac
Tudor Chiriac (n. 21 martie 1949, Ciuciuleni, Republica Moldova) este profesor universitar doctor, membru al Uniunii Compozitorilor și Muzicologilor din Republica Moldova, membru al Uniunii Compozitorilor și Muzicologilor din România. S-a stabilit la Iași din anul 1995.
A studiat la Institutul de Stat al Artelor „Gavriil Musicescu” din Chișinău, actualmente Academia de Muzică, Teatru și Arte Plastice: compoziție și forme muzicale – Solomon Lobel, armonie și orchestrație – Leonid Gurov, polifonie, contrapunct – Margarita Belîh. A făcut stagii în materie de compoziție și orchestrație sub îndrumarea profesorului Iuri Alexandrovici Fortunatov de la Conservatorul „P. I. Ceaikovski” din Moscova.
A fost profesor de Teoria muzicii, Solfegiu, Armonie, Analiza creațiilor muzicale la Colegiul de Muzică „Ștefan Neaga”, Chișinău (1975-1979), membru al Colegiului Ministerului Culturii din Republica Moldova pentru achiziționarea valorilor de artă (1979-1981), Vicepreședinte al Uniunii Compozitorilor și Muzicologilor din Republica Moldova (1993), Director artistic al Filarmonicii Naționale din Chișinău (1993-1994).
A urmat studiile doctorale în domeniul compoziției la Academia de Muzică Gheorghe Dima din Cluj între anii 2001-2005.
Creația lui Tudor Chiriac stă sub semnul principiului integritate în diversitate. Sfera genurilor muzicale abordate de compozitor – diversă – este guvernată de concepția muzicii cu entitate integră: de filiație ancestrală românească. Sintagma aparține lui Tudor Chiriac și reprezintă acel perimetru al muzicii universale în care creația sa se înscrie cu exactitate și onestitate. Pe această direcție, prioritară pentru compozitor, se află muzica de factură academică și genul superior românesc, despre care scria și Constantin Brăiloiu.

## Repere esențiale
Ca fenomen artistic de factură cultă-academică, creația lui Tudor Chiriac este conformă cu principiile fundamentale ale procesualității muzicii ca artă temporală, cu legile capitale de devenire ce alcătuiesc filosofia formei, cu principiul de definire a genului muzical, în funcție de etosul și conținutul muzicii. 
„Aceste principii reprezintă gândirea muzicală superioară, ce generează o muzică sănătoasă cu o dramaturgie închegată, solidă. Fără ele o scoală națională de compoziție nu poate fi calificată ca atare” - consemnează titularul paginii.
Cronologic, formarea și activitatea compozitorului coincid cu perioada modernismului secolelor XX-XXI; modernitate, ancestralitate și identitate sunt componentele definitorii ale creației sale. În legătură cu modernismul acestor secole însă, Tudor Chiriac menționează: „Spiritul modern al unei lucrări muzicale nu constă în numărul de clustere și disonanțe, ci în faptul dacă ridică vreun semn de întrebare în fața contemporanilor ei.”

## Despre creație

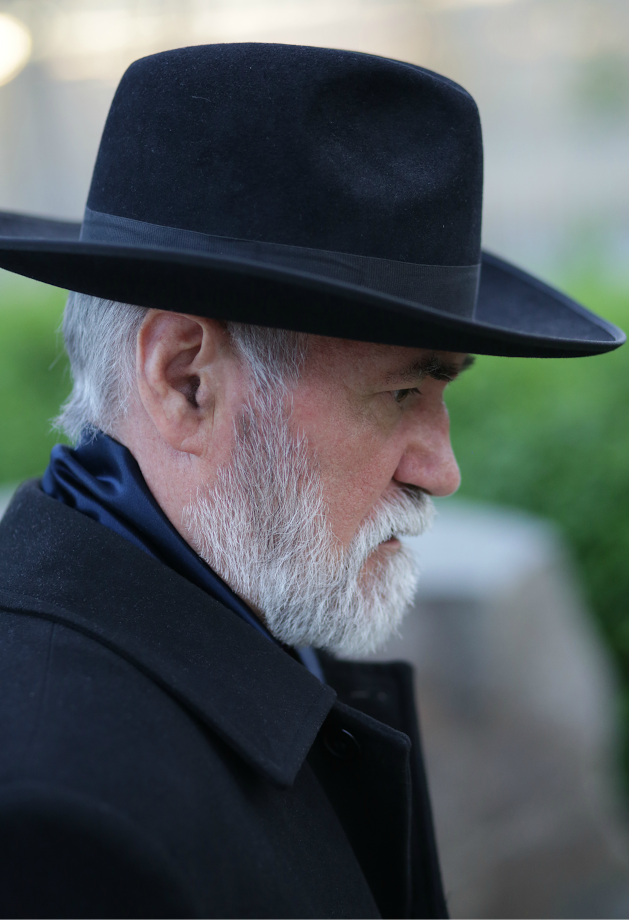

Pentru compozitorul Tudor Chiriac, arta sunetelor reprezintă o formă de comunicare a unor sensuri existențiale majore, și nu doar un prilej de a discuta despre „neologismele” și ordinea ei interioară. Instituind disciplina de Semantica muzicii la Universitatea Națională de Arte „George Enescu” din Iași, Tudor Chiriac scrie studiul Semantica muzicii – principii fundamentale, din care transpare motivația profund științifică, ce a determinat autorul să anunțe codurile semantice ale unor lucrări care îi aparțin. Aceste coduri – convenții semantice – sunt aidoma unor mici programe de sală, ce facilitează accesul la stratul ideatic al muzicii sale. Este un caz fără precedent în istoria muzicii universale, când un compozitor lasă mărturii despre intențiile și concepțiile lui creatoare, teoretizându-și principial gestul temerar, chiar neobișnuit. Când Ion Gagim a spus: „Apartestătătorul compozitorul Tudor Chiriac”, a făcut și această precizare de principiu.

## Cele mai reprezentative creații
- Închinări – ciclu de coruri. Partitură în manuscris. Înregistrare radio  – 1974
- Cvartetul de coarde nr. 1, tipărit  la Editura Literatura Artistică, Chișinău, 1983. Înregistrare radio – 1975
- Sinfonia concertata – pentru vioară și orchestră simfonică mare. Partitură în manuscris. Premiera – 20 noiembrie 1976, dirijor Alfred Gherșfeld, solist Efim Pastuh. Interpretată la Odessa, Moscova, Yalta
- Pe-un picior de plai[5] – poem simfonic pentru orchestră simfonică mare. Premiera – 16 mai 1979, în cadrul Congresului al V-a al Uniunii Compozitorilor din Moldova. Tipărit la Editura Hiperion, Chișinău, 1983. Interpretat la Moscova, Tașchent, Petersburg. Înregistrare radio – 1980
- Luci, soare, luci! – cantată pentru cor de copii și orchestră simfonică mică. Versuri: Grigore Vieru. Premiera – 26 decembrie 1978, în cadrul trecerii în revistă a creației tinerilor compozitori, ediția a III-a, dirijor Timofei Gurtovoi. Înregistrare radio, dirijor Anatol Caftanat. Partitură în manuscris. Reducția pentru cor de copii și pian, tipărită  la Editura Literatura Artistică, Chișinău, 1980, în antologia Să crești mare. Interpretată la Chișinău și Gorki. Înregistrare discografică de discuri Melodia din Moscova, dirijor Alexandru Samoilă – 1978
- Divertimento solenne – pentru orchestră simfonică mare și cor, scris cu ocazia inaugurării Teatrului de operă și balet din Chișinău. Versuri: Grigore Vieru. Premiera – aprilie, 1980. Dirijor Alexandru Samoilă. Partitură în manuscris. Înregistrare radio – 1981
- Baladă – pentru ansamblu de violonceliști și pian. Premiera – 21 decembrie 1982. Tipărit  la Editura Literatura Artistică, Chișinău, 1984, în antologia Pe aripi de melodii. Înregistrare radio – 1981
- Legenda Ciocârliei[6] – simfonie concertantă pentru narator și orchestră simfonică mare. Partitură în manuscris. Interpretată  și Cuibâșev – 1985
- La moartea lui Ștefan Vodă – variațiuni corale pe tema unui compozitor anonim. Partitură în manuscris. Înregistrare radio – 1987
- Doinatoriu Opus Sacrum Dacicum[7] – pentru solist/oficiant, cor, orgă, nai și vibrafon. Versuri: Grigore Vieru, Nicolae Dabija, Mihai Eminescu. Partitură în manuscris. Înregistrare radio – 1989
- Litanie de priveghi – pentru contralto, cor, nai și vibrafon. Versuri: Grigore Vieru
- Din cântecele copilăriei mele – ciclu vocal pentru discant și orchestră. Versuri: Grigore Vieru
- Fantezia rustică – pentru vioară și pian
- Dacofonia nr. 1 – pentru nai, țambal, taragot, vioară și orchestră simfonică mare. Partitură editată cu titlu de manuscris. Înregistrare radio – 1998
- Jocuri pentru orchestră – Partitură editată cu titlu de manuscris. Înregistrare discografică Studioul ADM, Chișinău – 2000
- Tananica – piesă pentru orchestră
- Polca basarabeană – piesă pentru orchestră
- Dacofonia nr. 2 – pentru narator și orchestră simfonică mare
- La porțile Sarmisegetuzei – poem pentru orchestră simfonică mare și cor mixt
- Ecouri carpatine – concert pentru trompetă, vioară complementară și orchestră (pe motive în caracter popular). Partitura editată cu titlu de manuscris – 2008
- De la Tiras pân’ la Tissa – cantată-concert pentru cor mixt, soprană și grup de cordofone
- Prin Voloseni – fantezie rustică pentru orchestră simfonică mică
- Prin Voloseni – variantă pentru orchestră de cameră
- Carmina Daciae – basm muzical pentru, narator, soliști, cor de copii și orchestră simfonică mică. Versuri: Grigore Vieru, proze scurte: Spiridon Vangheli, alte versuri, alte proze scurte și comentariul semantic: Tudor Chiriac[8]
- Codreneasca – piesă de jazz pentru pian și percuție
- Chișinău-Paris – vals pentru orchestră simfonică mare
- Voiniceasca de la Regidava – poem pentru orchestră simfonică mare
- Voi, Carpați!. Imnul anului 2018, pentru cor mixt, orgă de biserică și orchestră simfonică mare completată. Partitură și înregistrare radio - 2018.
- Ritual de vindecare – pentru ansamblu de cântece și dansuri
- Muzică de film
- Coloana sonoră pentru spectacole de teatru dramatic
- Muzică pentru filme cu desene animate
- Aranjamente corale
- Cântece

## Lucrări cu valoare deosebită
- Miorița[9] – poem pentru voce, orgă, clopote și bandă magnetică, selectat la Tribuna Internațională a Compozitorilor din cadrul UNESCO printre cele 10 lucrări cele mai bune ale lumii în anul 1986. Cu acest prilej, Asociația France-URSS a organizat la Paris o seară de creație din lucrările compozitorului (17 decembrie 1987). În 1987 a fost difuzat în  Australia, Brazilia, Bulgaria, Islanda, Japonia, Norvegia, Olanda, Germania, Spania, Franța și la bienala de la Zagreb.

## Studii științifice
- Muzica românească de filiație ancestrală. Principii fundamentale de compoziție și analiză integrală a muzicii (Editura Artes, Iași, 2006)
- Teoria instrumentelor și orchestrație
- Semantica muzicii. Principii fundamentale (Editura Artes, Iași, 2014)

## Domenii de competență

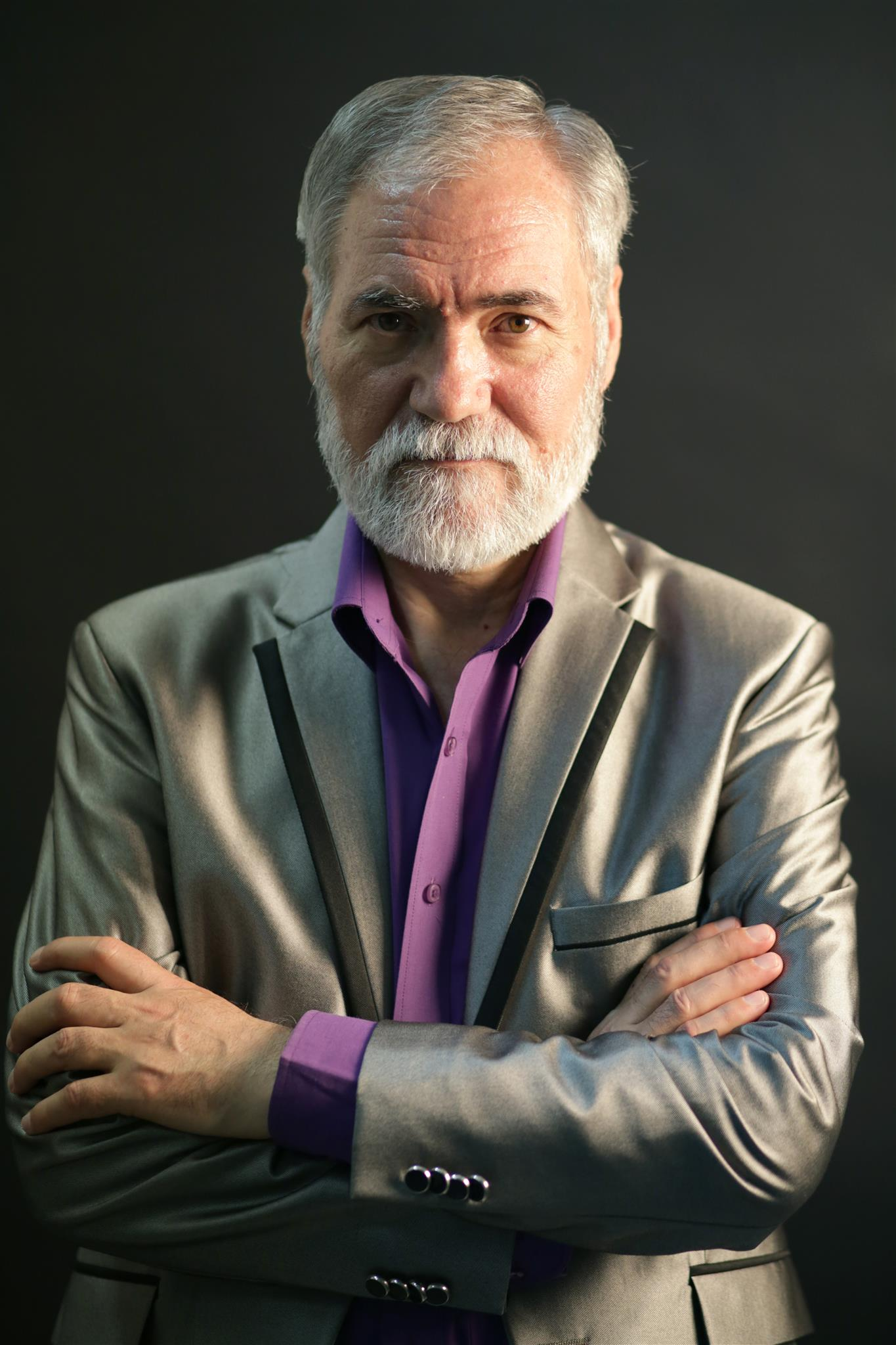

- Muzica de filiație ancestrală românească
- Teoria instrumentelor și orchestrație
- Compoziție
- Analiza integrală a muzicii
- Armonie
- Aranjamente muzicale
- Teoria conținutului muzical

## Premii, distincții
- Premiul Ministerului Învățământului din Republica Moldova, pentru Cvartetul de coarde nr. 1 – 1976
- Premiul Tineretului „Boris Glavan” din Republica Moldova, pentru poemul Pe-un picior de plai – 1979[2]
- Premiul de Stat al Republicii Moldova, pentru poemul Miorița – 1988[2]
- Maestru al Artelor din Republica Moldova, pentru contribuție deosebită în promovarea muzicii naționale – 1994
- Medalia de aur Euroinvent, pentru cantata-concert De la Tiras pân’ la Tissa – 2013
- Medalia de aur Euroinvent, pentru basmul muzical Carmina Daciae – 2017
- Diploma de excelență Euroinvent, pentru Voiniceasca de la Regidava - 2018.

## Din codurile semantice

Compozitorul Tudor Chiriac

- Dacofonia nr. 1. Fiind concepută inițial pentru coloana sonoră a spectacolului Cântec de leagăn pentru bunici de Dumitru Matcovschi, muzica Dacofoniei nr. 1 pune problema concepției despre viață, moarte și veșnicie la români.

*dacofonie, gen muzical superior aparținând muzicii academice de filiație ancestrală românească, echivalent cu simfonia consacrată, cu care se aseamănă prin calitatea proceselor transformaționale inerente și valoarea gândirii muzicale ce îl generează – gen superior netributar vreunor specii muzicale anume dar pe care le poate include. Dacofonia reprezintă, de fapt, întruchiparea ideii de sunet muzical sui-generis al acestui etos și pământ central european (din prefața la partitură).
- Dacofonia nr. 2 are la bază celebra temă populară – Ciocârlia. În Dacofonie, Ciocârlia se dorește a fi simbolul artistului; de aici și concepția ei muzicală, ce poate fi formulată muzicologic drept expresia autodefinirii artistului ca personalitate creatoare.
- Fantezia rustică Prin Voloseni a fost începută(/concepută) la vârsta de 17 ani. Cu spontaneitatea acelei vârste, ea întruchipează o galopadă printr-o vale numită Voloseni. În genul amintirilor lui Creangă, Tudor Chiriac scrie: „Tema secundară o expun cornii, ca niște buciume, și este purtătoare de un panteism nedisimulat, în care cred că ar încăpea toate văile României, inclusiv – la Voloseni – cea mai frumoasă vale, unde am copilărit și eu, simțindu-mă fericit, liber în fața lui Dumnezeu.”
- Codreneasca – piesă de jazz, dar cu puternică aderență la muzica românească – reprezintă imaginea muzicală a codrilor carpatini. Dincolo de pitorescul peisajului însă se află omul cu sentimentele sale: bucuriile românului în mijlocul naturii, pornit într-o vacanță la munte, cu bolidul și Blonduța cu părul ca luna – cum ar fi scris marele poet al Basarabiei.
- De la Tiras pân’ la Tissa are o concepție muzicală ce vizează însăși viața noastră: Dragostea în mediul contemporan românesc, despărțirea celor doi (în căutarea mijloacelor pentru supraviețuire), reîntâlnirea lor, constituirea familiei și zămislirea unui prunc ce le asigură continuitatea spre veșnicie.
- La moartea lui Ștefan Vodă – variațiuni corale pe tema unui compozitor anonim – este piesa care în Basarabia anilor 1970-1980 s-a cântat la cenaclurile pentru renașterea națională. Până acum încă nu se cunoaște numele autorului melodiei; doar se poate bănui că acesta ar putea fi un cantautor de la cenaclul Flacăra de altădată.
- La porțile Sarmisegetuzei are un mesaj muzical ce face trimitere la etosul românesc al cântecului de vitejie. Lucrarea este inspirată din evenimentele de la Marea Adunare Națională (1989), unde basarabenii și-au revendicat dreptul la identitate. Muzica este o sinteză de horă românească și marș european, în care hora reprezintă mulțimea în sărbătoare, iar marșul o sincronizează.
- Litanie de priveghi. Versurile au fost scrise de Grigore Vieru în noaptea trecerii la cele veșnice a Mamei sale – Eudochia – pe care poetul a eternizat-o în poezii tulburătoare. În Litanie se repetă sunete ... cuvinte .., suferința este atât de mare, încât cel care o poartă nu e în stare să o exprime în fraze închegate. Litania de priveghi se dorește a fi o lucrare interesantă ascultătorului inițiat în arta sunetelor și, totodată, accesibilă celui neavizat. De altfel, pentru creația lui Tudor Chiriac această normă este o permanență.
- Ecouri carpatine este un concert pentru trompetă, vioară complementară și orchestră. Imaginile sale muzicale evocă viața de la munte, cu prospețimea aerului curat de molid, mirosul de lapte proaspăt cald, gustul de jintiță dulce etc. Prin concepția sa muzicală, lucrarea întruchipează universul carpatin, atmosfera panteistă și dorurile ce se înfiripă acolo seară de seară.
- Poemul Miorița ridică problema desființării aproapelui prin omor cu premeditare (ei se sfătuiră /…/ ca să mi-l omoare). Dincolo de oricare alte date axiologice ale baladei populare, această concepție va rămâne mereu de actualitate, întrucât ne vizează pe fiecare – și ca posibilă victimă, și ca posibil asasin.
- Carmina Daciae (Povestea din Codridava) este un basm muzical pe versuri de Grigore Vieru și proze scurte de Spiridon Vangheli. Pe lângă comunicarea muzical-artistică propriu-zisă, Carmina Daciae mai urmărește un scop. Fiind realizată după Semantica muzicii, ea își propune să justifice principiile teoretice ale acestui studiu și măsura aplicabilității lor în arta și știința compoziției.
- Doinatoriu – Opus Sacrum Dacicum este conceput ca un ritual pentru comemorarea eroilor și martirilor de pe ambele maluri ale Prutului. Lucrarea repetă – într-o formă specific muzicală – conceptul constructiv al marilor sanctuare dacice, concepute în formă de cercuri concentrice. Această construcție corespunde concepției eminesciene despre infinit: Infinitul este un cerc cu centrul pretutindeni și cu marginile nicăieri. Doinatoriu – Opus Sacrum Dacicum își propune să realizeze o profundă sinteză între muzică și poezie, uman și divin, timp și veșnicie.

*doinatoriu, gen muzical superior aparținând muzicii academice de filiație ancestrală românească, bazat pe și plăsmuit din trăsăturile arhetipale ale doinei – cântecul emblematic al poporului român. Notă: dacă în ierarhia genuisticii românești doina este „cap de listă”, atunci Doinatoriul – caruia i-a dat substanță,  este genul și forma muzicală gândite să aibă o nelimitată capacitate semantică și mari posibilități formatoare (din prefața la partitură).
- Cât trăim pe-acest pământ a fost conceput inițial pentru coloana sonoră la spectacolul „Horia”, după piesa cu același nume de Ion Druță. Rezonând cu aspirațiile de supraviețuire ale basarabenilor, este îndrăgit de întreaga Basarabie pentru care a devenit șlagăr – un simbol al dăinuirii ei în timp.
- Chișinău-Paris. În tradițiile tuturor popoarelor, dansul este un prilej de apropiere a trupurilor celor doi. Lucrarea reprezintă un crâmpei din acest veșnic „Vals al lumii”. Muzica degajă lumină, frumusețe, măreție, tandrețe – conferindu-ne o stare de bine.
- Voiniceasca de la Regidava. Identitate și modernitate, sinteză de horă și marș, tonicitate și energizare, atmosferă de sărbătoare. Din asemenea date sonore transpare o viziune existențială profund pozitivă, ziditoare de suflet. Lucrarea întrunește datele esențiale și suficiente pentru a fi considerată un gen muzical nou în peisajul muzicii culte europene și universale.

*voinicească, gen muzical simfonic aparținând muzicii academice de filiație ancestrală românească; specie bazată pe și plăsmuită din trăsăturile arhetipale ale celor două genuri muzicale – hora și marșul – ce au conviețuit de-a lungul timpului în spațiul central european, coagulându-se acum într-o sinteză organică.
- Muzica românească de filiație ancestrală – studiu științific ce pune într-o nouă ecuație cele trei necunoscute: muzica românească, muzica europeană și muzica universală. Pentru prima dată sunt introduse în circuitul muzicologic sintagme și categorii precum Arta profesioniștilor tradiției orale românești, Muzica românească cu entitate organică, Clasicismul muzical de tradiție românească ș.a.

În arta muzicală modernă, Tudor Chiriac promovează cultul frumosului și estetica firescului. Lucrările sale au fost interpretate în Moldova, România, Odessa, Tașkent, Gorki, Leningrad, Moscova, Kuibâșev, Riga, precum și la Plenarele și Congresele Internaționale ale Compozitorilor din ex-URSS, unde s-au bucurat de apreciere atât din partea publicului meloman, cât și a profesioniștilor de elită.